# Карбонатизация
Карбонатизация — химическая реакция, где гидроксид кальция реагирует с углекислым газом и нерастворимыми формами карбоната кальция: Ca(OH) 2 + CO2 → CaCO3 + H2O
Процесс формирования карбонатов также называют сатурацией, хотя этот термин может также относиться к процессу карбонизации.

## Окислениеигидратация
Карбонатизация представляет собой процесс присоединения углекислоты к продуктам изменения горных пород, приводящий к образованию карбонатов кальция, железа, магния и других металлов. В приведенном выше случае образования каолина карбонатизация проявляется в возникновении карбоната калия, или кальцинированного поташа.
Подавляющее большинство карбонатов довольно хорошо растворимо в воде и поэтому выносится ею из формирующейся коры выветривания в подстилающие породы, где часть из них переотлагается, образуя стяжения (конкреции). Много карбонатов выносится также в грунтовые воды, обусловливая их жесткость, то есть неспособность смывать жиры и давать пену в соединении с мылом. Но в странах с сухим климатом большая часть образующихся карбонатов остается в коре выветривания в тонко распыленном виде или в форме стяжений. Такая карбонатная кора выветривания состоит из глин, суглинков и супесей, сильно вскипающих с соляной кислотой. Восстановление является процессом, обратным окислению, и заключается в потере веществом части или всего содержащегося в нем химически связанного кислорода.
В условиях поверхности суши свободный кислород, содержащийся в атмосфере и в водных растворах, обычно приводит к окислению продуктов выветривания, и восстановление при этом, конечно, проявляться не может. Оно участвует в выветривании только там, где почему-либо нет свободного кислорода.
В условиях болот все поры пород и покрывающей их рыхлой коры выветривания заполнены водой, в которую за счет отмирания болотной растительности поступает много органических веществ. Все они являются сильными восстановителями, так как легко соединяются с кислородом при своем разложении. При этом не только используется весь растворенный в воде свободный кислород, но и отнимается часть кислорода, химически связанного в минералах породы. В результате этого окись железа переходит в закись железа (FeO), гидраты которой имеют зеленоватый цвет. Возникает серо-зеленая или сизая глинистая масса, подстилающая обычно торфяники и называемая в почвоведении глеем.
Процесс его образования получил название оглеения. Наряду с последним при выветривании в восстановительной среде может происходить и образование ряда минералов, бедных или лишенных кислорода и обычно отсутствующих в коре выветривания, например таких, как пирит или марказит и др. Окислению подвержены в первую очередь минералы, содержащие железо, серу, ванадий, марганец, никель, кобальт и другие легко соединяющиеся с кислородом элементы. Факторами окисления являются кислород воздуха и вода. В присутствии влаги закиси металлов, входящие в состав горных пород и минералов, легко переходят в окиси, сульфиды — в сульфаты и т. д. Направление изменений зависит от климатических условий. Во влажном климате образуются богатые водой гидраты окислов железа: 2 Fe203 + ЗН2О = 2Fe203 • ЗН2О. На поверхности выветривающихся горных пород, содержащих железо, образуются бурые корки лимонита. В нижней части почвы накапливаются ортзанды, представляющие собой осадок бурого железняка, цементирующего пески. В жарком климате благодаря интенсивному прогреванию солнечными лучами и испарению влаги вода легко отнимается от окислов железа. При окислении железа, содержащегося в горных породах, здесь образуются бедные водой или лишенные воды минералы группы гематита (2 Fe203 • Н20 или Fe203), имеющие красную окраску. Поэтому почвы коры выветривания тропических областей характеризуются красной окраской и способностью быстро твердеть при высыхании. Это легкое затвердевание и кирпично-красная окраска послужили причиной наименования таких образований латеритными (от латинского слова «латер» — кирпич).